# Blaxploitation

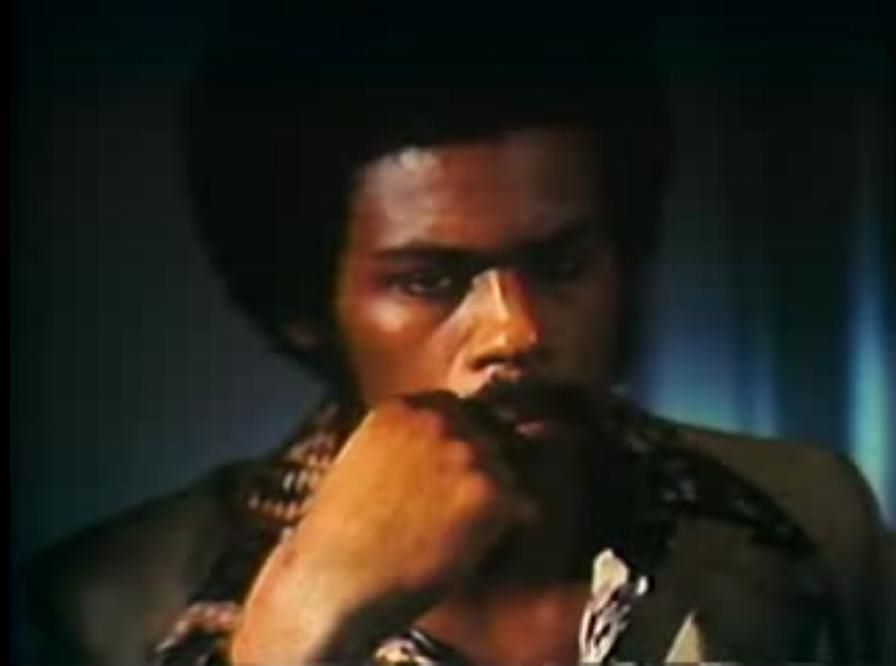
Kadr z filmu gatunku blaxploitation, Richard Lawson w Black Fist (1974)

Blaxploitation (od słów ang. black – czarny i exploitation – wykorzystanie, eksploatacja) – gatunek filmowy, stworzony we wczesnych latach siedemdziesiątych XX wieku w obrębie kina afroamerykańskiego. Specyfika gatunku polegała na wykorzystaniu, głównie w filmach niskobudżetowych (zobacz: exploitation), popularności tematyki afroamerykańskiej. Filmy przeznaczone były przede wszystkim dla publiczności afrykańskiego pochodzenia zamieszkałej w miastach, a zatrudniano w nich czarnoskórych aktorów i wykorzystywano muzykę soul i funk; ich popularność przekroczyła jednak granice etniczne.
Chociaż krytykowane przez ugrupowania praw obywatelskich za posługiwanie się stereotypami, zaspokajały nowo odkryty popyt na rozrywkę afrocentryczną i były popularne wśród czarnej widowni.
Za pierwsze filmy gatunku uważa się W upalną noc (1967) i Bawełniany przekręt (1970).
Film Jackie Brown z 1997 roku w reżyserii Quentina Tarantino odebrany był jako swoisty hołd kinu blaxploitation. 